# The Stardust Session
The Stardust Session è un album discografico del musicista jazz John Coltrane, pubblicato postumo nel 1975 dalla Prestige Records. Il disco venne assemblato con materiale di repertorio proveniente da sessioni di registrazione del 1958 effettuate allo studio di Rudy Van Gelder di Hackensack in New Jersey che avevano prodotto l'album Stardust pubblicato nel 1963 sempre dalla Prestige.
Nel 1989 l'album è stato ristampato in formato compact disc su unico disco.

## Tracce
1. Spring is Here (Richard Rodgers, Lorenz Hart) - 6:53
2. Invitation (Bronislaw Kaper, Paul Francis Webster) - 10:20
3. I'm a Dreamer, Aren't We All (Buddy G. DeSylva, Lew Brown, Ray Henderson) - 7:01
4. Love Thy Neighbor (Harry Revel, Mack Gordon) - 9:22
5. Don't Take Your Love from Me (Henry Nemo) - 9:13
6. My Ideal (Leo Robin, Richard A. Whiting, Newell Chase) - 7:32
7. Stardust (Mitchell Parish, Hoagy Carmichael) - 10:41
8. I'll Get By (As Long As I Have You) (Roy Turk, Fred E. Ahlert) - 8:09

- Tracce 1, 2, 5, & 8 originariamente pubblicate sull'album Standard Coltrane (P-7243)
- Tracce 3 & 6 originariamente pubblicate sull'album Bahia (P-7353)
- Tracce 4 & 7 originariamente pubblicate sull'album Stardust (P-7268)

## Musicisti
- John Coltrane: sassofono tenore
- Wilbur Harden: tromba
- Red Garland: pianoforte
- Paul Chambers: contrabbasso
- Jimmy Cobb: batteria